# Stenotritidae
Die Stenotritidae sind eine kleine Familie der Bienen. Die etwa 20 Arten in zwei Gattungen leben in Australien.

## Merkmale
Stenotritidae sind mittelgroße bis große, robust gebaute, stark behaarte Bienen, mit einer Körperlänge etwa zwischen 12 und gut 20 Millimeter.  
Die Bienen der Familie ähneln in ihrer Erscheinungsform denjenigen ihrer Schwesterfamilie Colletidae. Sie können von ihnen anhand folgender Merkmale unterschieden werden: Das erste Glied der Antennengeißel ist länger als deren Grundglied (Scapus). Die beiden Nähte (Suturen) unterhalb der Einlenkung der Antennen in der Kopfkapsel vereinigen sich ein Stück oberhalb des Clypeus und teilen ein kleines, dreieckig geformtes Antennenfeld ab. Die Ocellen liegen vorn am Kopf, näher zu den Antennenbasen als zu dessen Hinterrand. An den Mundwerkzeugen sind die Glossae kurz und stumpf abgerundet, nicht zweilappig oder abgestumpft, der Saugrüssel ist also relativ kurz. An den Pleuren des Mesothorax sind keine sogenannten episternalen Gruben (kleine Einsenkungen unterhalb der Femoralgruben, in die die Schenkel der Mittelbeine eingelegt werden können) ausgeprägt. Die beborstete Sammeleinrichtung zum Pollensammeln am Hinterbein (Scopa genannt) liegt nur an der Schiene (Tibia) und erstreckt sich nicht bis auf den Schenkel (Femur). Der innere Sporn am Ende der Hinterschienen ist kammförmig eingeschnitten. Im Flügelgeäder sind drei Submarginalzellen ausgebildet. Das Flügelmal ist sehr schmal.

## Biologie und Lebensweise
Die Arten der Stenonitridae nisten im Boden, in selbst gegrabenen Erdnestern. Die meisten Arten wurden nistend in offenem, sandigen Boden beobachtet. Der Nesteingang ist nicht von einem Hügel aus ausgehobenem Bodenmaterial umgeben. Die Arten nisten solitär, die Nester bilden aber oft Ansammlungen an geeigneten Stellen (Brutkolonien). Das Nest besteht aus einem langen Gang, von dessen Ende kurze, horizontale Seitengänge abgehen, an deren Ende jeweils eine Brutkammer liegt, die bei der Gattung Ctenocolletes mit einem wasserabweisenden Film ausgekleidet ist. Diese wird vermutlich, wie bei den Colletidae, von den Dufourschen Drüsen am Hinterleib abgeschieden. Jede Brutzelle wird mit einer ovalen Masse aus mit Nektar verklebten Pollen verproviantiert, diese ist nicht, wie typisch bei den Colletidae, halb flüssig, sondern fest. Die Nester einiger Arten können eine Tiefe von mehr als drei Meter erreichen.

## Taxonomie, Phylogenie, Systematik
Die Familie umfasst zwei Gattungen.

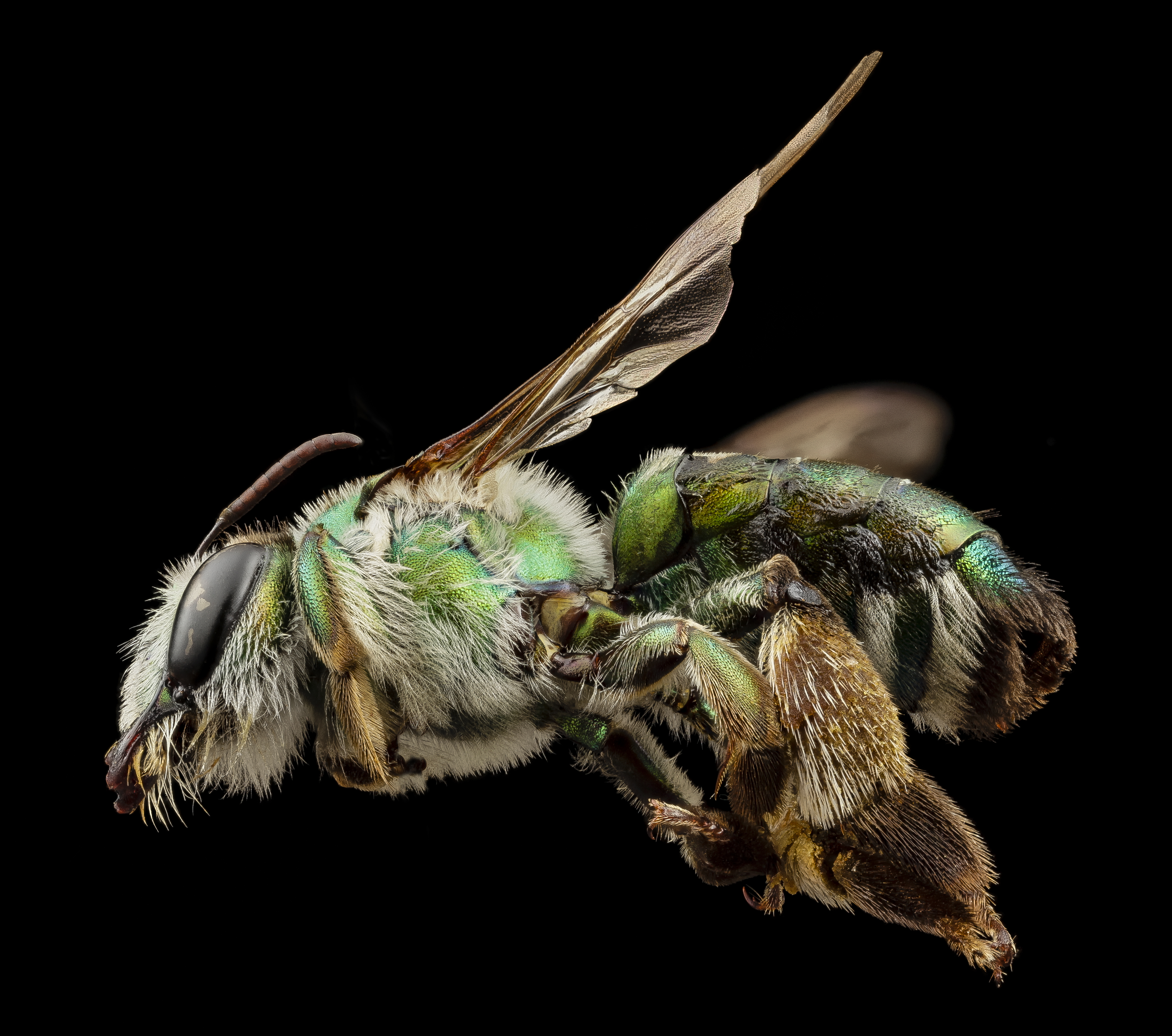
Ctenocolletes smaragdinus

- Stenotritus Smith, 1853. 11 Arten. ganz Australien, fehlt aber im tropischen Norden.
- Ctenocolletes Cockerell, 1929. 10 Arten. Westaustralien und westliches Südaustralien. Eine Art (Ctenocolletes smaragdinus) ist auffallend durch ihre metallisch grüne Färbung.

Die Stenotritidae sind Schwestergruppe der Colletidae, Schwester der gemeinsamen Klade sind die Halictidae. Dieses, zuerst anhand morphologischer Merkmale aufgestellte Verhältnis wurde auch mit genetischen Methoden bestätigt.
Historisch wurden die beiden ähnlichen Gattungen zunächst als aberrante Andrenidae, dann als Unterfamilie Stenotritinae innerhalb der Colletidae aufgefasst. Frederick Smith beschrieb die Gattung Stenotrites zunächst nur anhand der Weibchen, für die Männchen stellte er eine eigene Gattung Gastropsis auf. Ihre Zusammengehörigkeit wurde erst 1929 durch Theodore Dru Alison Cockerell erkannt. In derselben Arbeit erhob er die vormalige Untergattung Ctenocolletes zur eigenständigen Gattung. Ihre Stellung als eigenständige Familie wurde 1980 durch den amerikanischen Entomologen Ronald J. McGinley anhand der Morphologie der Glossae vorgeschlagen. Diese Auffassung hat sich rasch durchgesetzt.